# Mikoš Rnjaković
Mikoš Rnjaković (Požega, 20 d'abril de 1964) va ser un ciclista iugoslau, d'origen serbi. Va guanyar diferents campionats nacionals tant en ruta com en contrarellotge, i va participar en els Jocs Olímpics de 1992.

## Palmarès en ruta
- 1985
  - 1r a la Volta a Sèrbia
- 1990
  - 1r a la Volta a Sèrbia
  - Vencedor d'una etapa a la Setmana Ciclista Llombarda
- 1991
  - 1r a la Volta a Sèrbia
- 1996
  - 1r a la Volta a Sèrbia i vencedor d'una etapa
- 1997
  -  Campió de Iugoslàvia en contrarellotge
- 1999
  - 1r a la Clàssica Belgrad-Čačak
- 2000
  - Vencedor d'una etapa a la Volta a Iugoslàvia
- 2001
  -  Campió de Iugoslàvia en ruta
  -  Campió de Iugoslàvia en contrarellotge
  - 1r a la Volta a Hongria
  - Vencedor d'una etapa a la Volta a Egipte
- 2003
  -  Campió de Sèrbia i Montenegro en contrarellotge
- 2004
  -  Campió de Sèrbia i Montenegro en contrarellotge

## Palmarès en ciclocròs
- 2000
  -  Campió de Iugoslàvia en ciclocròs
- 2001
  -  Campió de Iugoslàvia en ciclocròs